# 華木ミヤ
華木 ミヤ（はなき みや、2月13日 - ）は、日本の女優。福岡県出身。
旧芸名は宮下 富美子（みやした ふみこ）、宮下 富三子（みやした ふみこ）。

## 人物
特技はスキューバーダイビング、二胡演奏、腕相撲。趣味はマッサージ。資格は正看護師免許。

## 出演

### テレビドラマ
- 浅見光彦シリーズ - 美術館ナレーショ―
- はぐれ刑事純情派SP - ニュースキャスター
- はみだし刑事情熱系 - 留守番電話の声
- 世にも奇妙な物語 - バスアナウンサー

### テレビアニメ
1999年
- おジャ魔女どれみ（1999年 - 2002年、ふみお、片岡えいこ、飛鳥みのり〈2代目〉、マジョカーラ、サチコ、くみこ〈2代目〉 他） - 4シリーズ
- 金田一少年の事件簿（村人女）
- 週刊ストーリーランド（女B、衣装係、女2、OL）
- HUNTER×HUNTER（窓口嬢）

2001年
- 格闘料理伝説ビストロレシピ（シャンプーン姫）
- デジモンテイマーズ（2001年 - 2002年、小野寺恵、加藤昌彦、女性オペレーター、土岐アナウンサー）
- 名探偵コナン（2001年 - 2002年、仲居、婦警、フロント係、記者、女性、テレビの女性、主婦）

2002年
- スーパークマさん（女の子A）

2004年
- あたしンち（2004年 - 2006年、池内、TVの声C、おばさんB、クミ）

2008年
- キクちゃんとオオカミ（母親）
- クレヨンしんちゃん（2008年 - 2022年、選挙カー、おばさんB、評論家、肉屋さん）

2009年
- 青い瞳の女の子のお話（幸）
- ご姉弟物語（精肉店おかみ）

### 劇場アニメ
- デジモンテイマーズ 暴走デジモン特急（2002年、小野寺恵）
- 劇場版 3D あたしンち 情熱のちょ〜超能力 母大暴走!（2010年、レジのおばさん）

### OVA
- も～っと!おジャ魔女どれみ ママといっしょに おしえて♪ももちゃん おやつクッキング（2001年、ふみお）
- おジャ魔女どれみナイショ（2004年、サチコ）

### Web
- 〜特命!沿線ご案内係〜「西武鉄道駅員タコちゃん」（2011年、おばあさん、客）

### ゲーム
- 麻雀飛竜伝説 天牌（2003年、田浦静香）
- 007 ナイトファイア（2003年）
- ハリー・ポッターとアズカバンの囚人（2004年）
- フォーチュンサモナーズ 〜アルチェの精霊石〜 Deluxe（2005年、エリー）
- Princess Frontier（2008年、ユーマ）
- スマイル☆シューター 〜ふぁーすと☆ちけっと〜（2011年、高井冴香[4]）

### ボイスオーバー
- アーバン・リバウディング
- F-16
- JAPAN SHOP

### CM
- 岩手めんこいテレビ「創作仏具の塩七」
- NTT東日本
- プラチネゲルマローラー

### VP
- ギフトショー「おしゃべリボン」
- 久光製薬「ライフセラジェルマスク」

### ラジオドラマ
- トリニティ・ブラッド（ルイーズ 他）
- 成恵の世界（和人の母 他）
- リネージュII